# Dasineura crataegi
Cécidomye de l'aubépine
Espèce
La cécidomyie de l'aubépine, Dasineura crataegi est une espèce d'insectes diptères nématocères de la famille des Cecidomyiidae. Elle cause des galles sur les pousses terminales des aubépines. Les galles se développent à partir des pontes de Dasineura crataegi (Winnertz, 1853), sur Crataegus monogyna (Jacq.), Crataegus laevigata (Poir.) et leurs nombreux hybrides,.

## Synonymes
- Perrisia crataegi ;
- Cecidomyia crataegi, (Winnertz, 1853)[3].

## Description

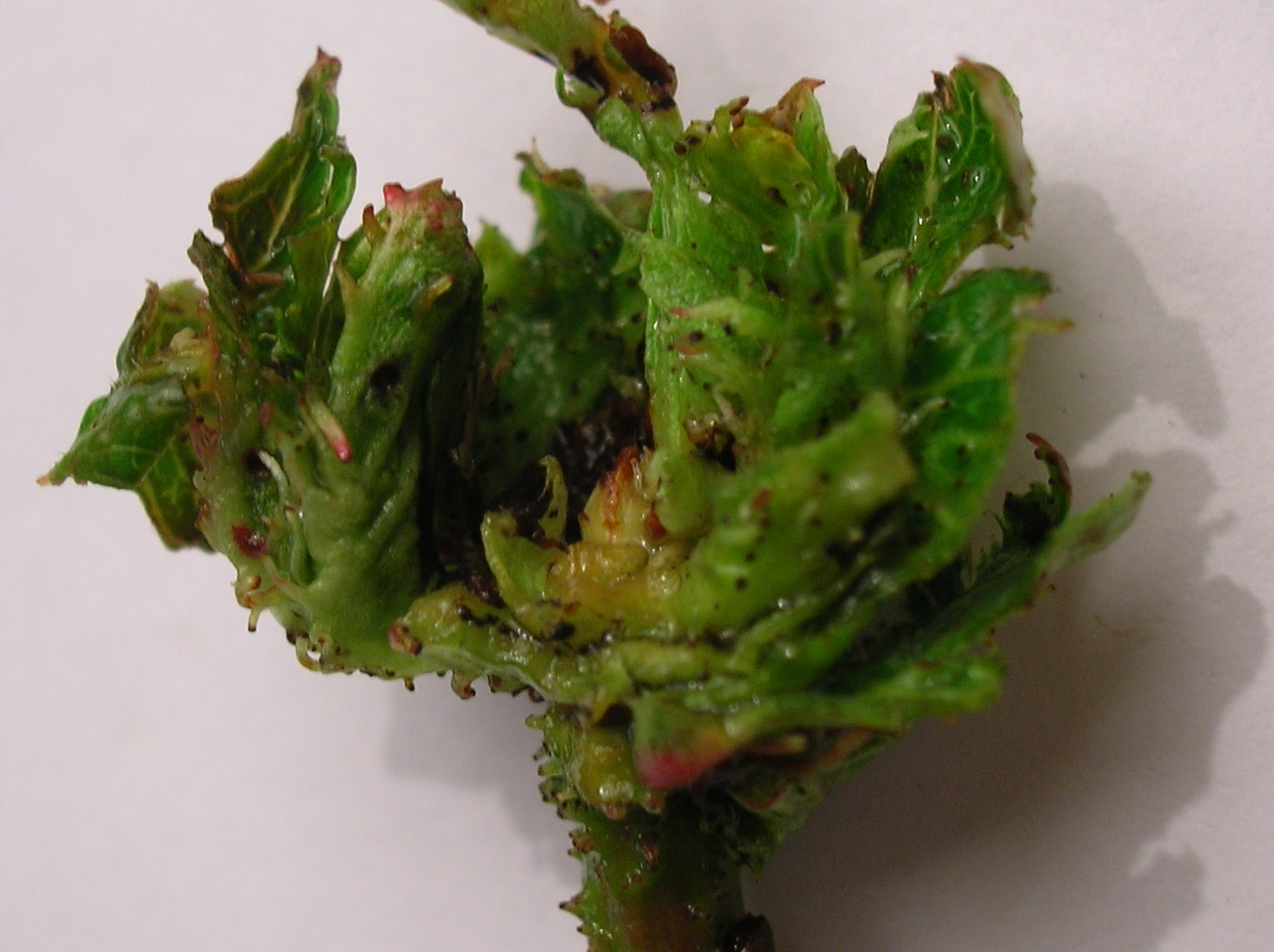
Bourgeon terminal attaqué.

La galle cause des rosettes sur son hôte en inhibant le développement des pousses. La rosette est formée de 8 à 40 (ou plus encore) feuilles fines déformées avec des pétioles extrêmement réduits.
La plupart des feuilles atteintes présentent des excroissances ligulées vertes ou rouges. Les larves sont d'une couleur rouge-orange,.
On trouve parfois les galles sur des arbustes isolés, cependant les haies sont le plus souvent infestées sur les pousses nouvelles résultant d'une taille récente et sont alors le siège d'une importante contamination.

## Cycle de vie

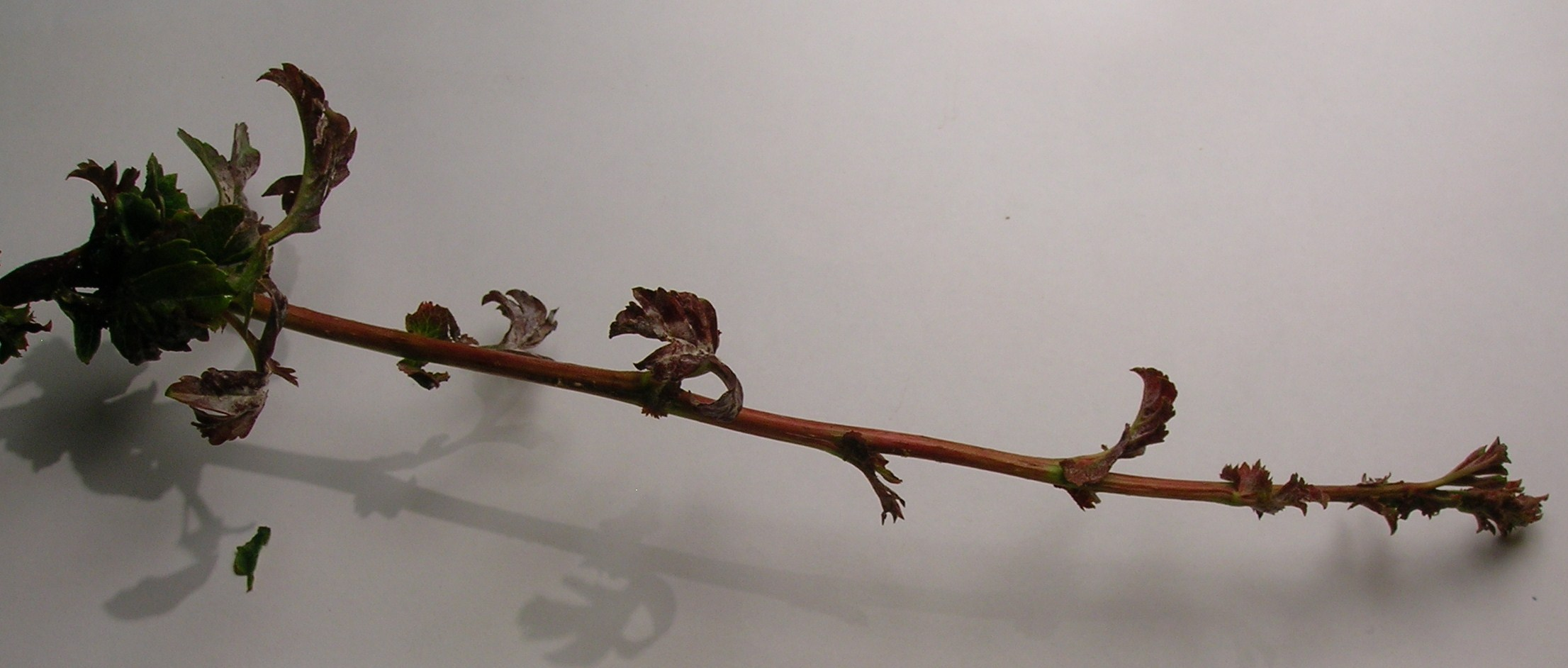
Rosette sur bourgeon latéral.

Les adultes émergent des pupes sur le sol, sous l'arbuste. L'infestation des bourgeons terminaux commence en mars ou avril. Les larves matures tombent à leur tour sur le sol en septembre-octobre  après s'être nourries et abritées dans la rosette de feuilles auparavant.

## Dispersion et lutte
Les galles urticantes de cette cécidomyie se rencontrent un peu partout en Angleterre et en France. Cependant, c'est une espèce relativement rare. Les invasions peuvent être réduites par aspersion d'un insecticide au stade larvaire.

## Parasites
Aprostocetus lysippe est un hyménoptère de la famille des Eulophidae qui parasite D. crataegi.

### Sources
- (en) Darlington, Arnold (1968). The Pocket Encyclopaedia of Plant Galls in colour. Pub. Blandford Press. Dorset.  (ISBN 0-7137-0748-8)
- (en) Hancy, Rex (2000). The Study of Plant Galls in Norfolk. The Norfolk and Norwich Naturalist's Society.
- (en) Redfern, Margaret & Shirley, Peter (2002). British Plant Galls. Identification of galls on plants & fungi. AIDGAP. Shrewsbury : Field Studies Council.  (ISBN 1-85153-214-5).
- (en) Stubbs, F. B. Edit. (1986) Provisional Keys to British Plant Galls. Pub. Brit Plant Gall Soc.  (ISBN 0-9511582-0-1).